# Santuario de ballenas y delfines de Uruguay
El Santuario de ballenas y delfines de Uruguay, creado por ley en 2013, tiene como objetivo la protección de las ballenas y delfines de la caza, persecución y agresión o perturbación intencional dentro de las aguas bajo jurisdicción del gobierno uruguayo. El santuario abarca la totalidad del mar territorial y la Zona Económica Exclusiva (ZEE) de Uruguay, extendiéndose unas 200 millas náuticas (370 km) desde la costa y cubriendo un total de 125.436 km 2.
La ley prohíbe, en el mar territorial y en la zona económica exclusiva, las siguientes actividades, ya sean realizadas por embarcaciones de bandera nacional o extranjera:
- La persecución, caza, pesca, apropiación o sometimiento proceso de transformación, de cualquier especie de ballenas o delfines.
- El transporte y desembarque de ballenas y delfines vivos, exceptuando los casos de interés científico y sanitario, declarados tales por las autoridades nacionales competentes.
- La retención, agresión o la molestia intencional que conduzca la muerte de cualquier especie de ballenas y delfines. [2]

## Historia
En 2002, la Bahía de Maldonado, en Punta del Este, fue declarada "Santuario de Ballenas" gracias a una iniciativa liderada por jóvenes escolares, el gobierno de Maldonado, el Ministerio de Turismo de Uruguay y la Organización para la Conservación de los Cetáceos (OCC).

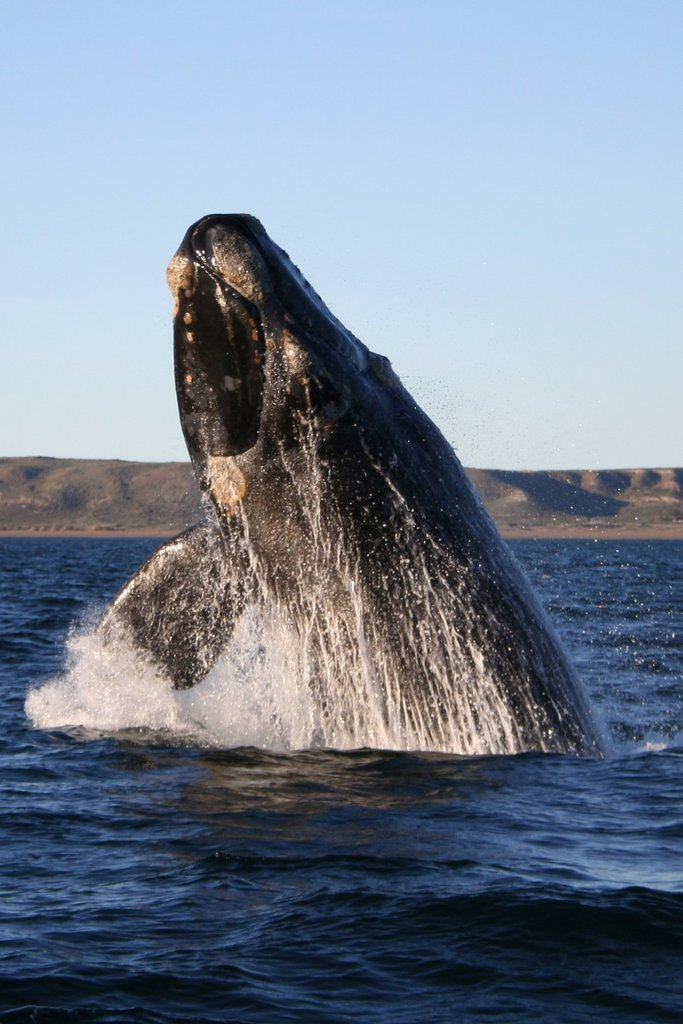
La ballena franca austral puede ser avistada de julio a octubre durante su migración anual a través del santuario hacia las aguas más cálidas de Brasil.

En 2008, la OCC recolectó más de siete mil firmas de apoyo pidiendo que Uruguay se reincorporara a la Comisión Ballenera Internacional (CBI) después de 22 años de ausencia. Ese mismo año, Uruguay regresó a la CBI, dando un nuevo impulso a la iniciativa del santuario.
En 2013, un grupo de estudiantes de la Escuela N° 27, en representación de los departamentos de Maldonado y Rocha, reimpulsaron el proyecto. Junto a la OCC, presentaron un proyecto de ley a la Comisión de Medio Ambiente de la Cámara de Representantes. El 8 de septiembre de 2013, la ley fue aprobada por unanimidad en el Parlamento con 62 de 62 votos.
La campaña contó con el apoyo de destacadas figuras culturales, entre ellas Eduardo Galeano, Carlos Páez Vilaró, Agó Páez, Mariana Ingold, Julio Víctor González y Gustavo Cordera.